# Simondio Salimbeni
Simondio Salimbeni (auch Simondio Salimbèni geschrieben, * 1597 in Siena; † 8. oder 11. September 1643 ebenda) war ein italienischer Maler, der hauptsächlich in Siena aktiv war.

## Leben
Salimbeni war der Sohn des Ventura Salimbeni, bei dem er seine erste Ausbildung als Maler erhielt. Danach wurde er maßgeblich von Rutilio Manetti geprägt. Weitere Einflüsse auf sein Werk hatten der bei seinem Vater ausgebildete Alessandro Casolani und dessen Sohn Ilario Casolani. Mit dem neun Jahre jüngeren Maler arbeitete er in mehreren seneser Kirchen zusammen, ebenso mit Crescenzio Gambarelli, einem engen Vertrauten von Rutilio Manetti, und Sebastiano Folli (Chiesa di San Pietro a Ovile; Chiesa del Santuccio). Sein 1611 entstandener und unterzeichneter Entwurf für eine Wandmalerei ist heute im British Museum in London zu betrachten. Um 1620 nahm er mit Bernardino Capitelli, Ilario Casolani, Giovan Paolo Pisani und Niccolò Tornioli am Zirkel Tavola del Crocefisso teil, um das Oratorio di San Rocco in Siena zu gestalten. Die Zeit ab den 30er Jahren des 17. Jahrhunderts gilt als seine caravaggeske Phase.

## Werke
- Buonconvento, Palazzo Ricci Soccini, Museo di arte sacra della Val d’Arbia, Saal 5: Cristo in pietà sorretto da due angeli (Ölgemälde auf Holz, befand sich vorher in der Kirche Chiesa dei Santi Pietro e Paolo in Buonconvento[4])
- Lucignano d’Arbia, Pieve di San Giovanni Battista: San Rocco, Maria Maddalena, Girolamo in adorazione della Croce.
- Siena, Chiesa di San Pietro a Ovile:
  - Gesù steso sulla Croce (Leinwandgemälde)
  - Transito di San Giuseppe (Leinwandgemälde, 1634 entstanden)
- Siena, Chiesa di Sant’Agostino, Capella Piccolomini: Gesù e Santa Caterina (zugeschrieben)
- Siena, Chiesa dei Santi Niccolò e Lucia: Crocifissione (Ölgemälde auf Wand)[5]
- Siena, Ex-Monastero di Santa Maria degli Angeli, Chiesa del Santuccio: Storie della Vita di Gesù (sechs Lünetten als Ölgemälde auf Wand)
- Siena, Oratorio di San Rocco:
  - Disputa di Gesù al tempio
  - Riposo durante la fuga (1620 entstanden)
  - Discesa dello spirito Santo
  - Transito della Madonna (Ölgemälde auf Wand, 1621 entstanden)
- Siena, Pinacoteca Nazionale: San Bernardino (Inv. 634)
- Siena, Santa Maria della Scala: La Madonna appara a San Rocco (Sala di San Pio)